# Rete da posta
La rete da posta è un attrezzo da pesca professionale costituito da una rete disposta verticalmente e spesso molto lunga che viene lasciata in mare lasciando che siano le prede a raggiungerla ed a rimanervi impigliate. 

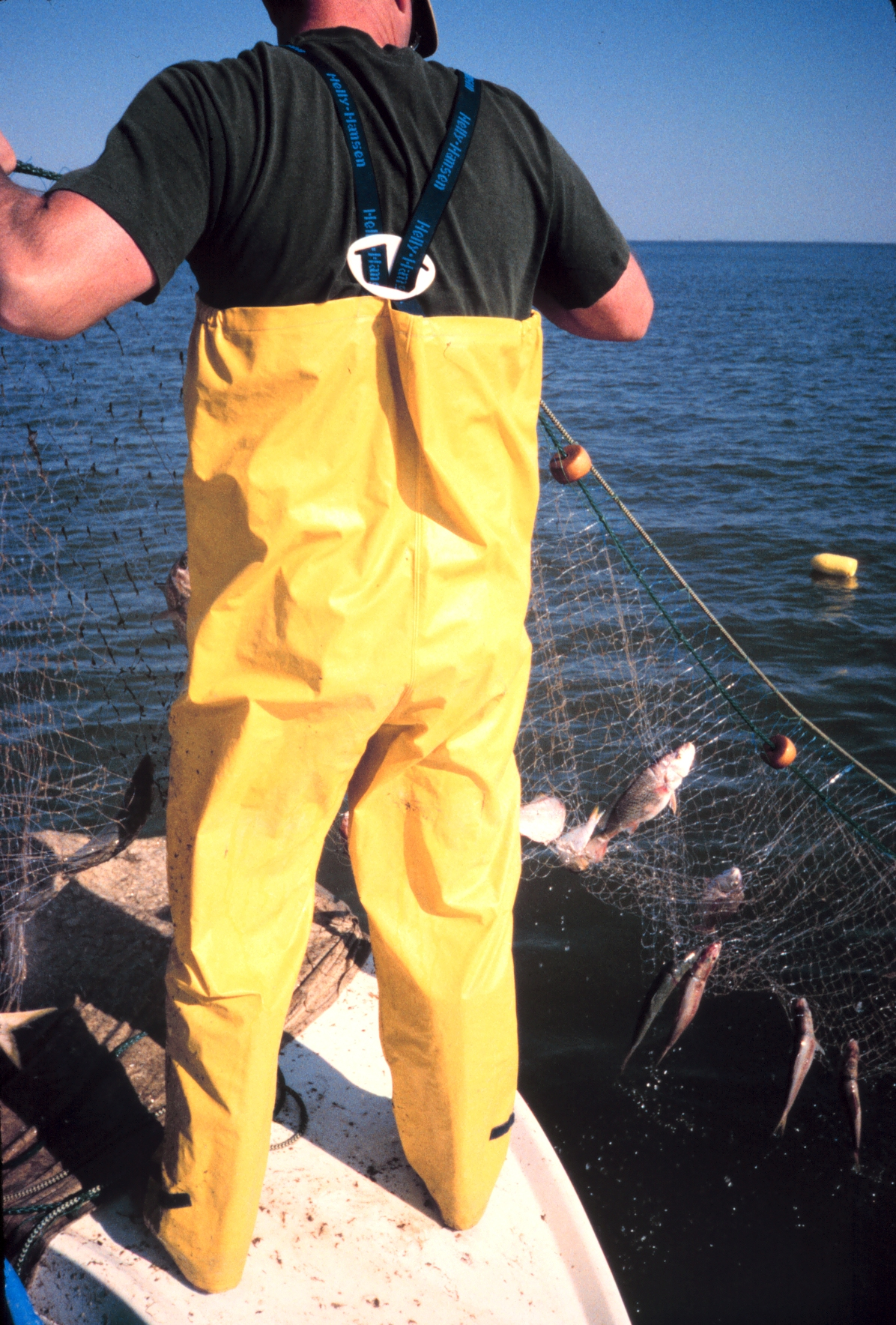
Recupero di un tramaglio, sono visibili alcuni galleggianti della lima dei sugheri

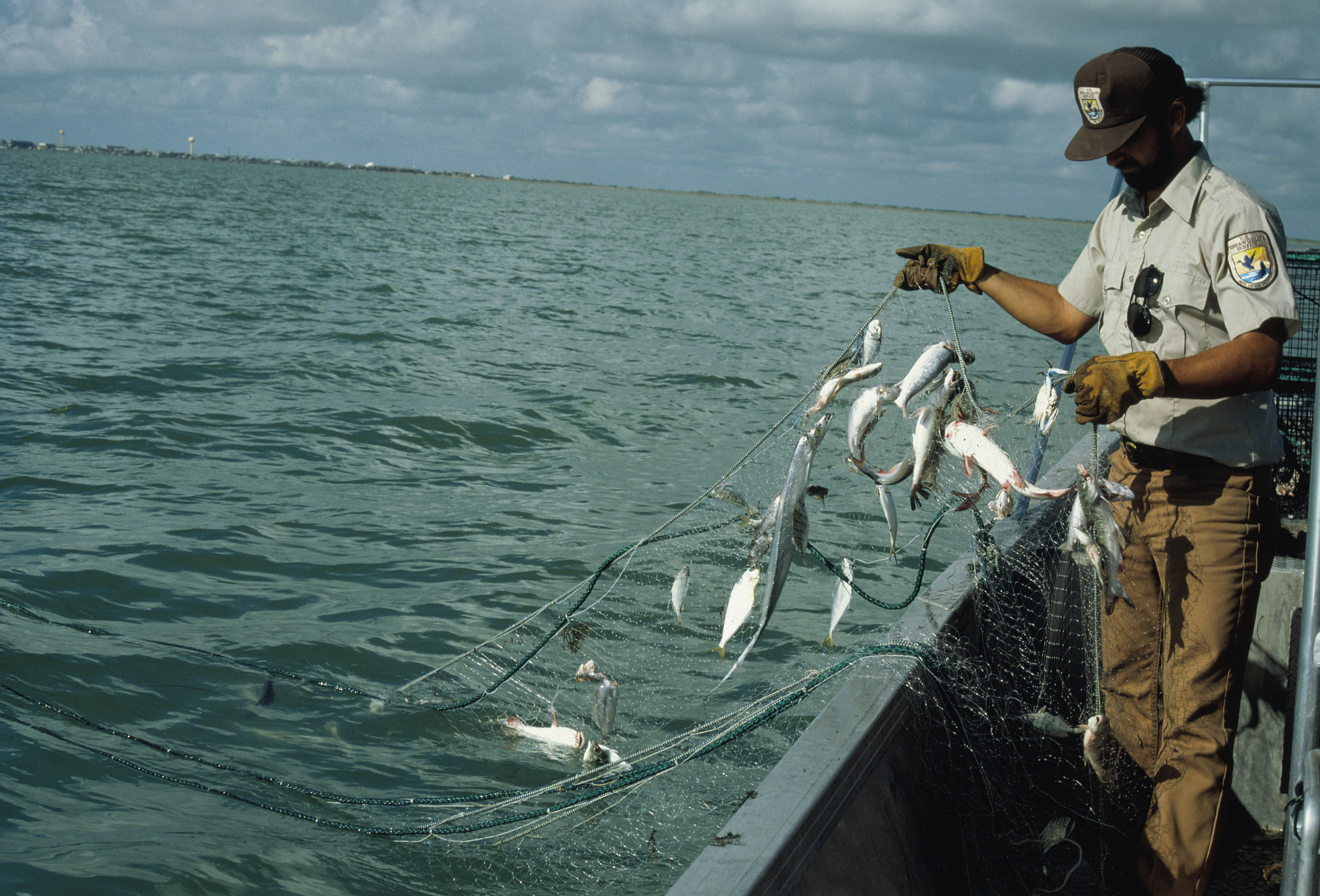
Rete a imbrocco

## Struttura e materiali
La struttura di una generica rete da posta è molto semplice: si tratta generalmente di una rete rettangolare portante dei galleggianti di plastica o sughero nella parte superiore (lima dei sugheri) e dei piombi (lima dei piombi) in quella inferiore. Per poter pescare efficacemente una rete da posta deve rimanere ben tesa verticalmente in acqua per cui è fondamentale il corretto bilanciamento tra la lima da sugheri e quella da piombi.
In passato le reti da posta erano realizzate soprattutto di cotone, oggi è di uso quasi universale il nylon che ha il pregio di essere praticamente invisibile nell'acqua e di durata maggiore alla corrosione marina.
Tuttavia, questo materiale presenta anche importanti aspetti negativi: richiede tempi molto lunghi per la biodegradazione, le reti disperse continuano ad intrappolare ed uccidere pesci anche dopo essere state abbandonate o perse e si verifica spesso la cattura involontaria di animali a rischio estinzione .

## Tipi di reti da posta
La principale suddivisione delle reti da posta è tra reti fisse o derivanti: le prime vengono ancorate al fondo mentre le seconde sono libere di spostarsi seguendo le correnti. Le reti derivanti sono in genere utilizzate per la cattura di pesci pelagici, spesso in alto mare, mentre quelle fisse sono gli attrezzi più utilizzati nella cosiddetta "piccola pesca" strettamente costiera.
Il più comune e diffuso tipo di rete da posta fissa è il tramaglio o tremaglio (tre maglie) la cui etimologia ha trovato ispirazione nella tipica struttura di questa diffusa rete da pesca, composta appunto da tre strati di maglie, i più esterni a maglie larghe (pezze o pareti) ed il più interno (mappa) a maglie strettissime e di superficie maggiore degli altri due (in maniera che sia meno tesa delle pezze). La preda penetra attraverso le maglie molto larghe della pezza più esterna ma rimane inesorabilmente avviluppata (ammagliata) nella mappa, formando un "sacchetto" all'esterno della parete dal lato opposto da quello di entrata. Questo rende assai più agevole estrarre (smagliare) la preda, perché basta rinfilare il sacchetto di mappa all'interno della pezza ed il pesce si "smaglia" da sé. Questa rete viene utilizzata soprattutto nei pressi di fondi rocciosi o nei pressi delle foci. Il tramaglino è una modificazione del tramaglio che ha un'altezza delle pezze molto minore per cui pesca solo nelle immediate vicinanze del fondale. Viene utilizzata per la cattura delle triglie o dei crostacei come la mazzancolle.
La mugginara o saltarello è una rete simile al tramaglio, ma porta sulla parte superiore, al di sopra dei sugheri, una pezza supplementare di rete disposta parallelamente al pelo dell'acqua. Questa rete viene utilizzata per la cattura di cefali in acque lagunari e viene utilizzata spaventando i pesci colpendo l'acqua con bastoni; i cefali, molto agili, saltano fuor d'acqua per scavalcare la rete e restano ammagliati nella pezza orizzontale. Viene chiamata per questo motivo anche rete a battere. Questo attrezzo viene disposto circolarmente attorno a banchi di pesci previamente individuati come, su scala più ampia, viene fatto con le reti da circuizione.
L'imbrocco o menaida o menaide è un tipo di rete fissa simile al tramaglio, ma costituito dalla sola mappa, a maglie molto fitte, spesso usata per la cattura di pesci di piccola taglia come acciughe o sardine. Se è derivante prende il nome di ferrettara. 
Le reti incastellate, imbardate o combinate sono ibride tra tramaglio ed imbrocco, di solito tramaglio nella parte vicina al fondo ed imbrocco nella parte superiore, il che consente di ampliare lo spettro operativo dell'attrezzo. Queste reti comunque sono poco usate ad eccezione di alcune situazioni locali. 
La palamitara e la spadara sono due tipi di rete adatte alla cattura di grosse prede come tonni e pesci spada; la prima è ancorata al fondo, mentre la seconda è derivante. L'uso di queste due reti è proibito in tutta l'Unione europea dal Regolamento CE 894/97 per la moria di cetacei che producono.

## Funzionamento
La cattura del pesce nella rete da posta si basa su quattro diversi meccanismi:
- imbrocco, in cui il pesce si infila con la testa nella maglia della rete e vi rimane bloccato per gli opercoli branchiali non riuscendo più a liberarsi. È tipico delle reti a imbrocco (che infatti in inglese vengono chiamate gillnets ovvero reti da branchie). È fondamentale che la misura della maglia sia proporzionata alla taglia della specie ittica insidiata.
- ammagliamento, meccanismo simile all'imbrocco ma il pesce viene bloccato a metà del corpo e non per gli opercoli.
- impigliamento, in cui il pesce rimane impigliato per le sporgenze del corpo come denti o raggi delle pinne.
- insaccamento, tipico del tramaglio, il cui funzionamento è spiegato nella sezione sui tipi di rete.

## Impiego
Di solito questi attrezzi vengono calati sul finire del giorno e salpati in mattinata. Alcune specie ittiche però richiedono cale diurne o strettamente notturne.

## Legislazione europea
Dato che una rete da posta non segnalata può costituire un pericolo per la navigazione il DPR 1639/1968 prevede che questi attrezzi vengano segnalati con galleggianti portanti una bandiera gialla di giorno e un fanale sempre giallo di notte.
La legislazione europea vieta espressamente le reti da posta derivanti considerando tra l'altro che "le attività... di pesca con reti da posta derivanti praticate per catturare tonno, pesce spada e talune altre specie presentano un difetto di selettività, sicché‚ comportano catture accessorie e rischi per le popolazioni di specie diverse da quelle bersaglio" (tra cui delfini, balene ecc.) 
La maglia minima di una rete da posta deve misurare 20 mm o più.